# Samuela Nabenia
Samuela Nabenia (ur. 9 lutego 1995) – fidżyjski piłkarz grający na pozycji napastnika w klubie Rewa FC.
Uczestnik Letnich Igrzysk Olimpijskich 2016.

## Kariera reprezentacyjna
| Mecze i gole w reprezentacji | Mecze i gole w reprezentacji | Mecze i gole w reprezentacji | Mecze i gole w reprezentacji | Mecze i gole w reprezentacji | Mecze i gole w reprezentacji | Mecze i gole w reprezentacji | Mecze i gole w reprezentacji         |
| Fidżi U-20                   | Fidżi U-20                   | Fidżi U-20                   | Fidżi U-20                   | Fidżi U-20                   | Fidżi U-20                   | Fidżi U-20                   | Fidżi U-20                           |
| Lp.                          | Data                         | Miejsce                      | Gospodarz                    | Gość                         | Wynik                        | Gol                          | Rozgrywki                            |
| ---------------------------- | ---------------------------- | ---------------------------- | ---------------------------- | ---------------------------- | ---------------------------- | ---------------------------- | ------------------------------------ |
| 1.                           | 23.05.2014                   | Suva                         | Fidżi U-20                   | Samoa Amerykańskie U-20      | 4:0                          | Gol                          | Puchar Narodów Oceanii U-20 2014     |
| 2.                           | 25.05.2014                   | Suva                         | Fidżi U-20                   | Nowa Kaledonia U-20          | 2:0                          | Gol                          | Puchar Narodów Oceanii U-20 2014     |
| 3.                           | 27.05.2014                   | Suva                         | Fidżi U-20                   | Papua-Nowa Gwinea U-20       | 3:0                          |                              | Puchar Narodów Oceanii U-20 2014     |
| 4.                           | 29.05.2014                   | Suva                         | Fidżi U-20                   | Vanuatu U-20                 | 2:2                          |                              | Puchar Narodów Oceanii U-20 2014     |
| 5.                           | 31.05.2014                   | Suva                         | Fidżi U-20                   | Wyspy Salomona U-20          | 2:1                          |                              | Puchar Narodów Oceanii U-20 2014     |
| Fidżi U-23                   |                              |                              |                              |                              |                              |                              |                                      |
| Lp.                          | Data                         | Miejsce                      | Gospodarz                    | Gość                         | Wynik                        | Gol                          | Rozgrywki                            |
| 1.                           | 07.08.2016                   | Salvador                     | Meksyk U-23                  | Fidżi U-23                   | 5:1                          |                              | Letnie Igrzyska Olimpijskie 2016     |
| 2.                           | 10.08.2016                   | Belo Horizonte               | Niemcy U-23                  | Fidżi U-23                   | 10:0                         |                              | Letnie Igrzyska Olimpijskie 2016     |
| Fidżi                        |                              |                              |                              |                              |                              |                              |                                      |
| Lp.                          | Data                         | Miejsce                      | Gospodarz                    | Gość                         | Wynik                        | Gol                          | Rozgrywki                            |
| 1.                           | 31.05.2016                   | Port Moresby                 | Wyspy Salomona               | Fidżi                        | 0:1                          |                              | Mistrzostwa Świata 2018 – eliminacje |
| 2.                           | 04.06.2016                   | Port Moresby                 | Vanuatu                      | Fidżi                        | 3:2                          |                              | Mistrzostwa Świata 2018 – eliminacje |
| 3.                           | 27.06.2016                   | Nadi                         | Fidżi                        | Malezja                      | 1:1                          |                              | Mecz towarzyski                      |
| 4.                           | 19.11.2017                   | Suva                         | Fidżi                        | Estonia                      | 0:2                          |                              | Mecz towarzyski                      |